# Gioia Sannitica
Gioia Sannitica – miejscowość i gmina we Włoszech, w regionie Kampania, w prowincji Caserta.
Według danych na rok 2004 gminę zamieszkiwało 3697 osób, 68,5 os./km².